# Piła
Piła (latinul Pila, németül Schneidemühl, jiddis nyelven פ׳לה) város Lengyelországban a Nagy-lengyelországi vajdaságban, a Piłai járás fővárosa. A város a Gwda folyó völgyében, a Wałczi és Krajnai tóvidék és a Noteć folyó völgyének  szomszédságában a Gwda mentén 11 km-re annak a Notećbe való beömlésétől helyezkedik el. A Nagy-lengyelországi vajdaságban Piła a negyedik legnagyobb város. 2010. január 1-jén a város népessége 76 600 fő volt.
A város a történelmi Nagy-Lengyelországban fekszik Krajna határán. 1919-1938 között Piła a Poznań - Nyugat-Poroszországi határtartomány székhelye volt. Ez a terület a versailles-i békeszerződés értelmében Németországhoz került az első világháború után. A határterület megszűnése után 1945-ig a Piłai közigazgatási terület székhelye volt. 1975-1998 között a város a Piłai vajdaság központja volt.

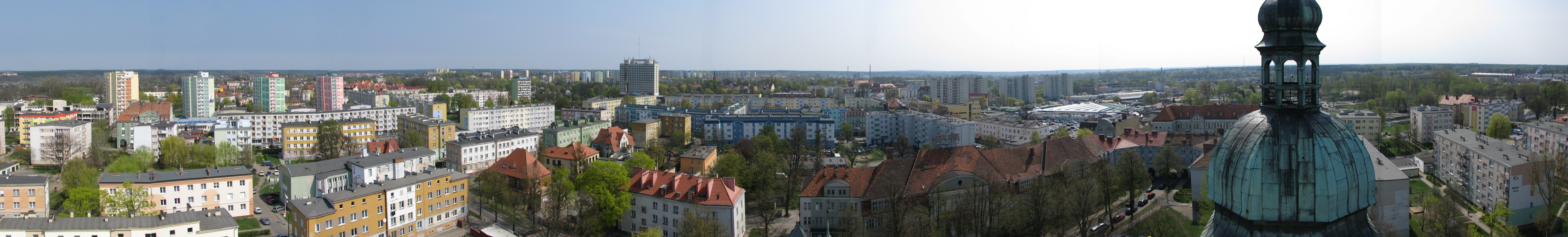

## Piła kerületei
- Śródmieście (Belváros)
- Zamość (németül Bromberger Vorstadt) – a név a "za mostem" ("a hídon túl") kifejezésből származik (a belvárosból nézve). Ez volt a város régi központja. Két lakótelepe van:
  - Leszków (németül Plöttke) – Szennyvíztisztító telep és katonai temető van a városrészben
  - Kalina (németül Königsblick) – az állami erdőgazdaságok igazgatósága található a városrészben
- Jadwiżyn (németül Elisenau) – munkáslakások kerülete, a 80-as években nagyblokkos lakótelep épült itt.
  - Dębowa Góra, Dębiaki (németül Eichberg)
- Górne (németül Stadtberg, Berliner Vorstadt)
  - Kośno (németül Kossenwerder)
  - Łęgi (németül Weidenbruch)
  - Zdroje (németül Dreiers Kolonie)
  - Czajki (németül Kiebitzbruch) - nieistniejące gospodarstwo w lesie na wschód od Łęgów i Kośna.
  - Mały Borek (niem. Kleine Heide)
- Staszyce (németül Karlsberg)
  - Sosnówka (németül Waldschschloßchen)
- Koszyce (németül Koschütz) – 1555-ben csatolták a városhoz. Részei:
  - Kuźnica Pilska (Piłai kovácsműhely, németül Schneidemühler Hammer)
  - Zielona Dolina (Zöld völgy)
- Podlasie (németül Gruntal) Részei:
  - Płotki (németül Albertsruh)
  - Bydgoskie Przedmieście (Bydgoszczi előváros)
  - Lisikierz, Obodrytów (németül Bergenhorst)
- Motylewo (németül Küddowtal) régi falu, ismert 1498 óta, a városhoz 1992-ben csatolták.
  - Kolonia Motylewo, Motylewski Most, Motyczyn (németül Lengut Küddowtal)
- Gładyszewo (németül Neufier)

## Híres szülöttei
- Carl Friedrich Goerdeler – jogász, politikus

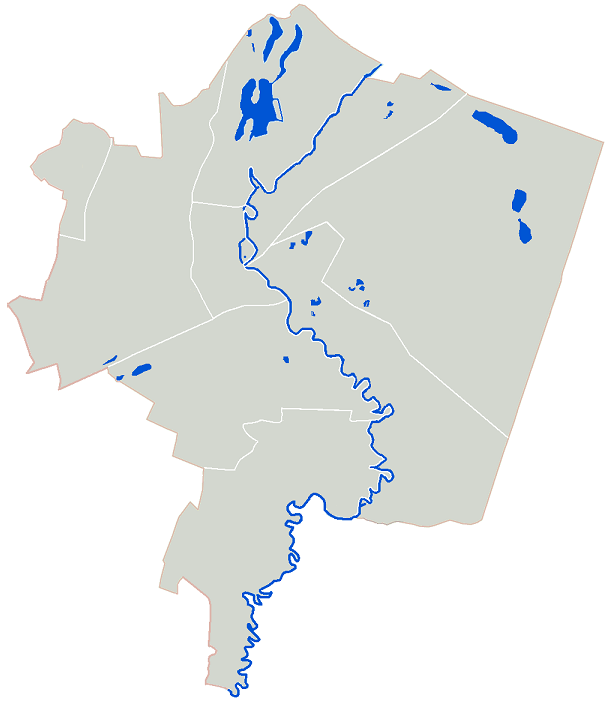

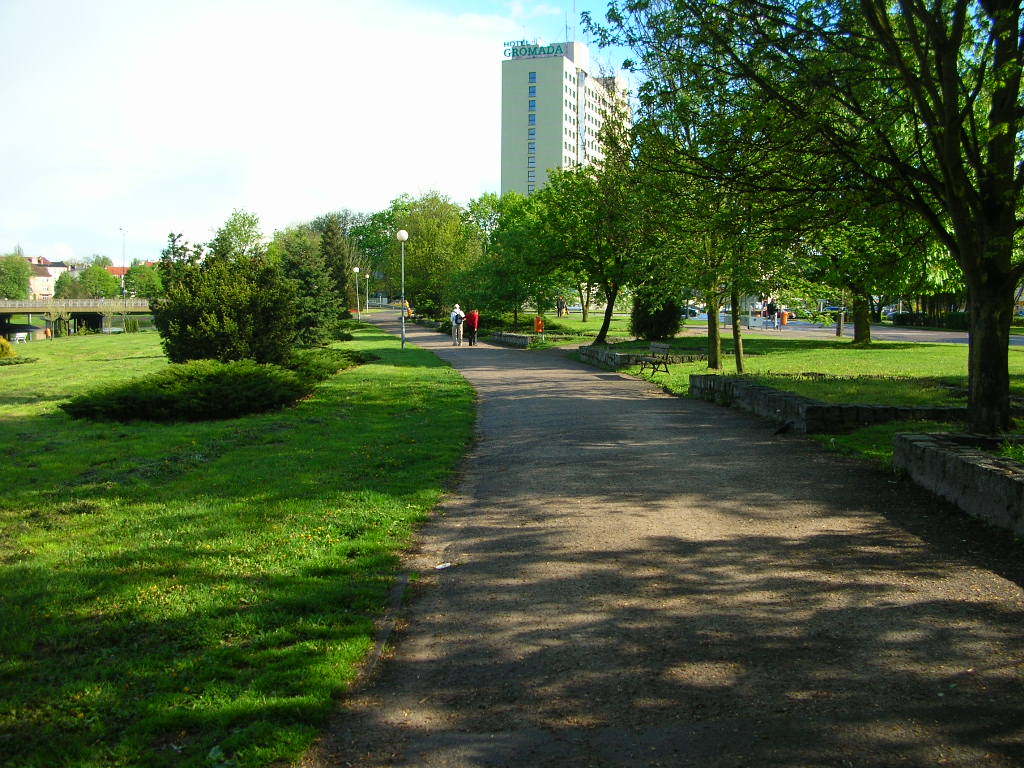
Sétány a Gwda-folyónál

- Erwin Kramer – politikus
- Eberhard Schenk – atléta

## Fordítás
- Ez a szócikk részben vagy egészben a Piła című lengyel Wikipédia-szócikk ezen változatának fordításán alapul.  Az eredeti cikk szerkesztőit annak laptörténete sorolja fel. Ez a jelzés csupán a megfogalmazás eredetét és a szerzői jogokat jelzi, nem szolgál a cikkben szereplő információk forrásmegjelöléseként.